# Sphaerolobium
Sphaerolobium es un género de plantas con flores con 27 especies perteneciente a la familia Fabaceae. Es originario de Australia.

## Especies
Especies incluidas:
- Sphaerolobium acanthos
- Sphaerolobium alatum Benth.
- Sphaerolobium benetectum R.Butcher
- Sphaerolobium calcicola R.Butcher
- Sphaerolobium daviesioides Turcz.
- Sphaerolobium fornicatum Benth.
- Sphaerolobium gracile Benth.
- Sphaerolobium grandiflorum Benth.
- Sphaerolobium hygrophilum R.Butcher
- Sphaerolobium linophyllum Benth.
- Sphaerolobium macranthum Meisn.
- Sphaerolobium medium R.Br.
- Sphaerolobium minus Labill.
- Sphaerolobium nudiflorum (Meisn.) Benth.
- Sphaerolobium pubescens R.Butcher
- Sphaerolobium pulchellum Meisn.
- Sphaerolobium racemulosum Benth.
- Sphaerolobium rostratum R.Butcher
- Sphaerolobium scabriusculum Meisn.
- Sphaerolobium vimineum Sm.